# Státní oblastní archiv v Plzni
Státní oblastní archiv v Plzni (SOA v Plzni) je státní oblastní archiv s působností pro kraje Karlovarský a Plzeňský, který vznikl 1948, respektive 1960 (územní působnost pro Západočeský kraj). Archiv má jednu centrálu v Plzni, pobočku (pracoviště) v Klášteře u Nepomuka a dále do působnosti archivu spadá devět státních okresních archivů.
Archiv publikuje ročenku Západočeské archivy. Hlavní náplní práce archivu je správa archiválií a péče o ně. Dále se věnuje popularizační činnosti v oboru archivnictví a regionální historie a vědecké činnosti. Badatelna je otevřena v pondělí, středu a čtvrtek.

## Státní okresní archivy spadající pod Plzeň
- Státní okresní archiv Domažlice
- Státní okresní archiv Cheb
- Státní okresní archiv Karlovy Vary
- Státní okresní archiv Klatovy
- Státní okresní archiv Plzeň-jih se sídlem v Blovicích
- Státní okresní archiv Plzeň-sever se sídlem v Plasích
- Státní okresní archiv Rokycany
- Státní okresní archiv Sokolov se sídlem v Jindřichovicích
- Státní okresní archiv Tachov